# 伍蠡甫
伍蠡甫（1900年9月—1992年10月），艺名敬庵，字叔潜，男，广东新会人，生于上海，中国国画家、美术理论家、翻译家、文学家。文学翻译家伍光建之子。

## 生平
伍蠡甫早年就读于上海青年会中学、上海圣约翰大学附中，中学时曾师从国画大师黄宾虹。1923年从复旦大学文科毕业后，在复旦大学、暨南大学任教。1936年赴英国伦敦大学留学，学习西洋文学。其后曾游历英国、法国、德国、意大利、比利时等国。抗日战争期间回国，任复旦大学文学院院长、文艺批评教授。1942年，在马衡邀请之下出任故宫博物院顾问。1945年国民党六大召开前夕，列入朱家骅与陈立夫联名向蒋介石推荐的98名“最优秀教授党员”之一。1949年后又任复旦大学外文系教授、西方文论博士生导师。
他还是上海中国画院画师，中华全国美学学会、外国文学会、上海市美术家协会顾问，中国作家协会上海分会副主席。

## 著作
著有《谈艺录》、《中国画论研究》等，并曾主编《西方文论选》、《辞海·美术》。